# Сейнт Андрюс
Сейнт Андрюс (на английски: St Andrews; на шотландски келтски: Cill Rìmhinn) е град в Източна Шотландия. Разположен е на брега на Северно море в област Файф на около 40 km на север от Единбург и на 13 km южно от Дънди. До 18 век Сейнт Андрюс е бил църковната столица на Шотландия. В града се намира най-стария шотландски университет, основан през 1413 г. В наши дни Сейнт Андрюс е важен голф център. Други забележителности на града са руините от старата грандиозна катедрала до морския бряг, построена през 1158 г., разрушена по време на тежката реформация, замъка „Сейнт Андрюс Касъл“, построен през 13 век и кулата „Сейнт Рулс“, построена през 12 век. По данни от преброяването през 2012 г. Сейнт Андрюс има население от около 16 800 жители.

## Побратимени градове
- Лош, Франция

## Фотогалерия
- Университетът
- Руините на катедралата
- Руините на замъка
- Кулата „Сейнт Рулс“